# جولای اجتماعی
جولای اجتماعی (نام علمی: Philetairus socius) نام یک گونه از تیره گنجشک است.